# Miroslavo
Miroslavo  è un nome proprio di persona italiano maschile.

## Varianti
- Maschili: Miroslao
  - Ipocoristici: Mirko, Miro
- Femminili: Miroslava
- Ipocoristici: Mirka, Mira

### Varianti in altre lingue
- Bulgaro: Мирослав (Miroslav)[1]
- Ceco: Miroslav[1]
  - Ipocoristici: Mirek[1]
  - Femminili: Miroslava[2]
- Croato: Miroslav[1]
  - Ipocoristici: Mirko[1], Miro[1]
  - Femminili: Miroslava[2]
  - Ipocoristici femminili: Mira[2]
- Macedone: Мирослав (Miroslav)[1]
  - Femminili: Мирослава (Miroslava)[2]
  - Ipocoristici: Мирко (Mirko)[1]
- Polacco: Mirosław [1]
  - Ipocoristici: Mirek[1], Miro[1]
  - Femminili: Mirosława[2]
  - Ipocoristici femminili: Mira[2]

- Russo: Мирослав (Miroslav)[1][3]
  - Femminili: Мирослава (Miroslava)[2]
- Serbo: Мирослав (Miroslav)[1]
  - Ipocoristici: Мирко (Mirko)[1]
  - Femminili: Мирослава (Miroslava)[2]
- Slovacco: Miroslav[1]
  - Ipocoristici: Mirek[1]
  - Femminili: Miroslava[2]
- Sloveno: Miroslav[1]
  - Ipocoristici: Mirko[1], Miro[1]
  - Femminili: Miroslava[2]
  - Ipocoristici femminili: Mira[2]
- Ungherese: Miroszláv

## Origine e diffusione
È un adattamento del nome slavo Miroslav, che, composto dalla radici mir ("pace" e anche "mondo") e slav (o slava, "gloria"), può essere interpretato come "pace e gloria" o "fama pacifica".
In italiano è ormai desueto, ma sopravvive tramite il nome Mirko (o Mirco), che ne costituisce un ipocoristico.

## Onomastico
L'onomastico si può festeggiare il 24 agosto in ricordo del beato Miroslav Bulešić, sacerdote e martire a Lanischie.

## Persone

### Variante Miroslav
- Miroslav di Croazia, re di Croazia

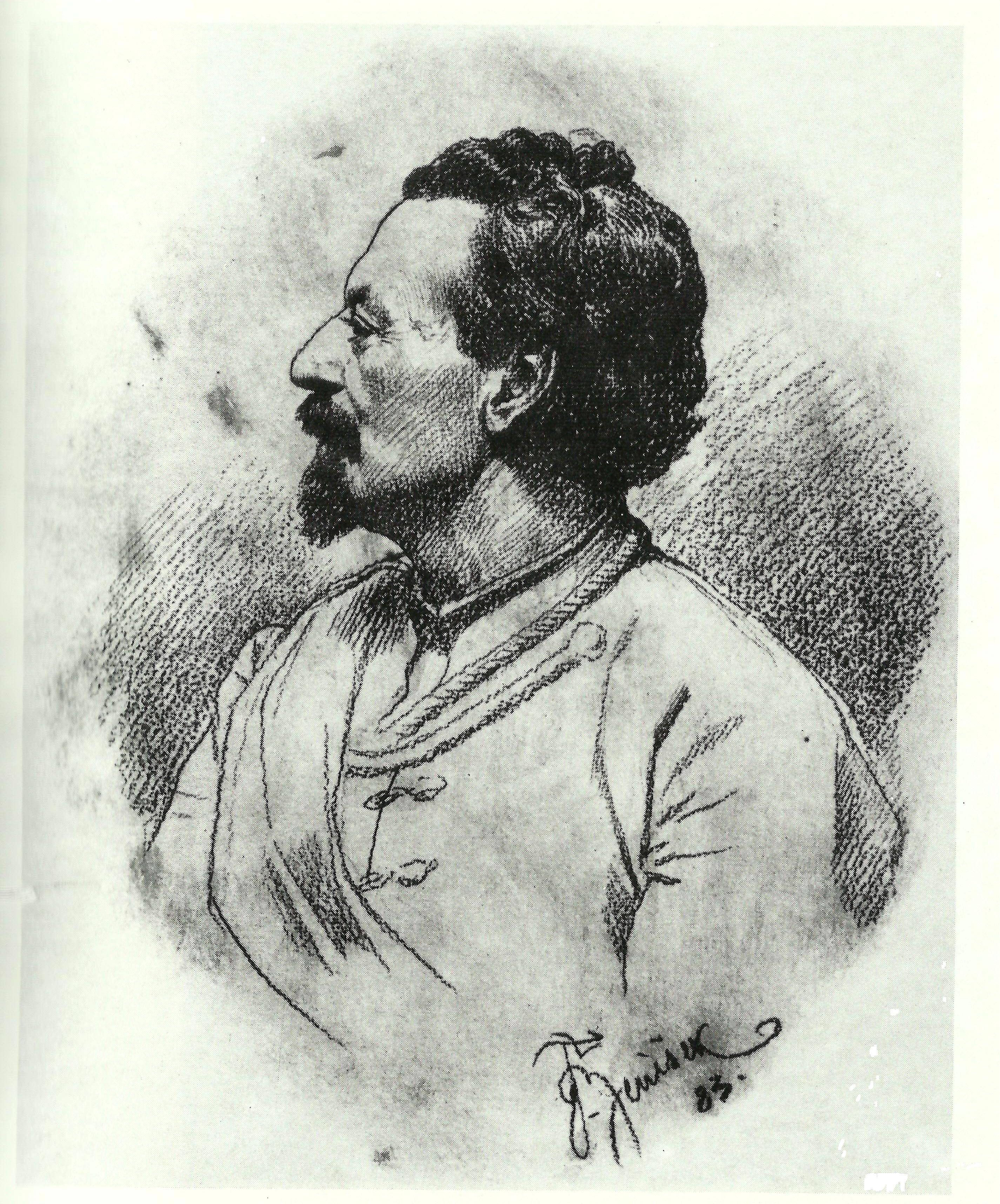
Miroslav Tyrš

- Miroslav Blažević, allenatore di calcio croato
- Miroslav Đukić, calciatore e allenatore di calcio serbo
- Miroslav Feldman, drammaturgo e poeta croato
- Miroslav Filip, scacchista ceco
- Miroslav Karhan, calciatore slovacco
- Miroslav Klose, calciatore polacco naturalizzato tedesco
- Miroslav Krleža, scrittore jugoslavo
- Miroslav Tyrš, poeta e storico dell'arte ceco
- Miroslav Zavidović, Gran Principe di Zaclumia

### Variante Mirosław

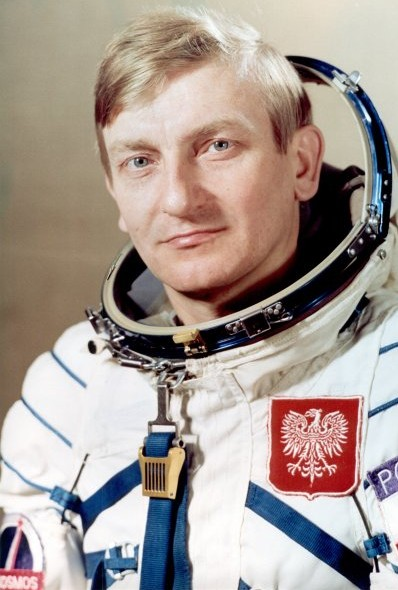
Mirosław Hermaszewski

- Mirosław Bulzacki, calciatore polacco
- Mirosław Hermaszewski, cosmonauta polacco
- Mirosław Justek, calciatore polacco
- Mirosław Szymkowiak, calciatore polacco
- Mirosław Waligóra, calciatore polacco

### Variante femminile Miroslava
- Miroslava, attrice cecoslovacca
- Miroslava Vavrinec, tennista slovacca naturalizzata svizzera